# Aphaenogaster schurri
Aphaenogaster schurri är en myrart som först beskrevs av Auguste-Henri Forel 1902.  Aphaenogaster schurri ingår i släktet Aphaenogaster och familjen myror. Inga underarter finns listade i Catalogue of Life.